# مارکو آمبروسینی
مارکو آمبروسینی (انگلیسی: Marco Ambrosini; ۱۹۶۴ (۶۰–۶۱ سال) – ) موسیقی‌دان اهل ایتالیا بود. وی از سال ۱۹۹۱ میلادی تاکنون مشغول فعالیت بوده است.